# Gottfried Heinrich zu Pappenheim

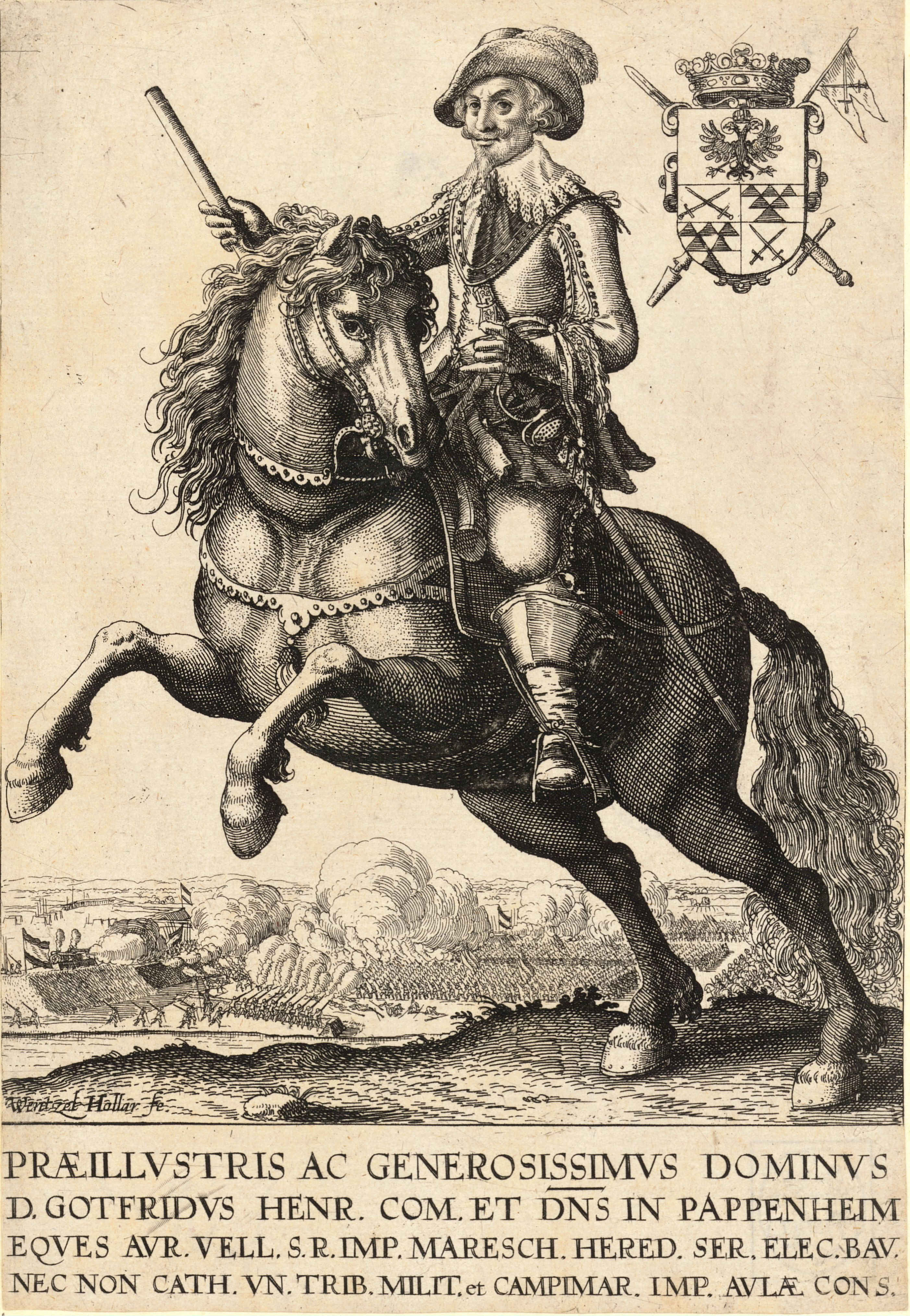
Pappenheim door Wenceslas Hollar

Gottfried Heinrich Pappenheim (Treuchtlingen, 8 juni 1594 - Leipzig, 17 november 1632) was een Duitse graaf en veldheer. Zijn regiment stond bekend om zijn moed en betrouwbaarheid tijdens de Dertigjarige Oorlog. Friedrich Schiller vereeuwigde hem in zijn toneelstuk Wallensteins Tod.

## Biografie

Gottfried Heinrich

Pappenheim kwam uit een oude Beierse familie, Pappenheim, die al deel nam aan de kruistochten. Hij was protestants gedoopt, maar na de dood van zijn vader wenste zijn moeder voor hem een katholieke opleiding. Zijn jeugd is in nevelen gehuld, waarschijnlijk studeerde hij aan de protestantse Eberhard-Karls-Universiteit van Tübingen (1607) en Altdorf (1610). In 1614 sloot hij zich aan bij de Beierse keurvorst Maximiliaan van Beieren, hoofd van de Katholieke Liga (1609), en keizer Matthias. In 1616 bekeerde hij zich, net als zijn stiefvader, Adam van Herberstorff, tot het katholicisme.
In 1618 culmineerde het conflict tussen de Tsjechen en de Habsburgers in de Tweede Praagse Defenestratie. Het protestantse Bohemen kwam in opstand onder leiding van de graven van Heinrich Matthias von Thurn en Ernst von Mansfeld. Keizer Ferdinand II werd van de Boheemse troon gestoten en vervangen door protestantse keurvorst Frederik V van de Palts.

## Militaire carrière

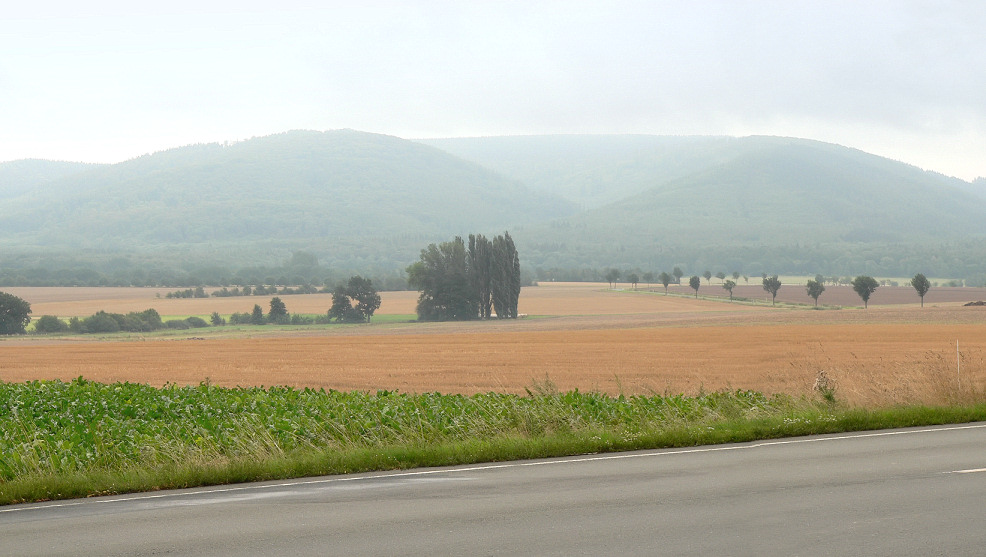
Het terrein van het slagveld bij Lutter aan de voet van de Harz

Na de dood van de keizer in 1619 zette Pappenheim een punt achter zijn burgerlijke carrière als reichshofrat en ging in militaire dienst. Hij kreeg opdracht een regiment kurassiers uit het Rijnland naar Ingolstadt te voeren. In 1620 nam nam hij deel aan de Slag op de Witte Berg onder bevel van Johan t'Serclaes van Tilly tegen de Winterkoning. Pappenheim liep verschillende verwondingen op en kwam klem te liggen onder zijn paard. Pas de volgende dag werd hij gevonden en naar Praag gebracht voor verzorging. Zijn herstel duurde enkele jaren.

In 1623 benoemde de keizer Ferdinand II hem tot hoofd van de Spaanse cavalerie in Lombardije, die bekend werd als de Pappenheimers. In 1625 vocht hij in Graubünden en Valetellina vanwege de heerschappij over de strategisch gelegen alpenpassen tegen de Republiek Venetië en Frankrijk. De Reformatie in Veltlin werd gestopt en het dal werd bezet door Pauselijke troepen. Vervolgens in 1626 steunde hij zijn stiefvader en hielp hij in Beierse dienst de boerenopstand in Opper-Oostenrijk neer te slaan; alle protestantse predikanten en schoolmeesters moesten Linz verlaten. Vervolgens vocht hij in de Slag bij Lutter en trok op naar Wolfenbüttel (stad). Na een beleg van 140 dagen dwong hij de sterkste vesting in Noord-Duitsland tot overgave door de loop van de Oker te verleggen, zodat de stad blank kwam te staan. In 1628 werd hij tot rijksgraaf benoemd en in 1631 tot veldmaarschalk.

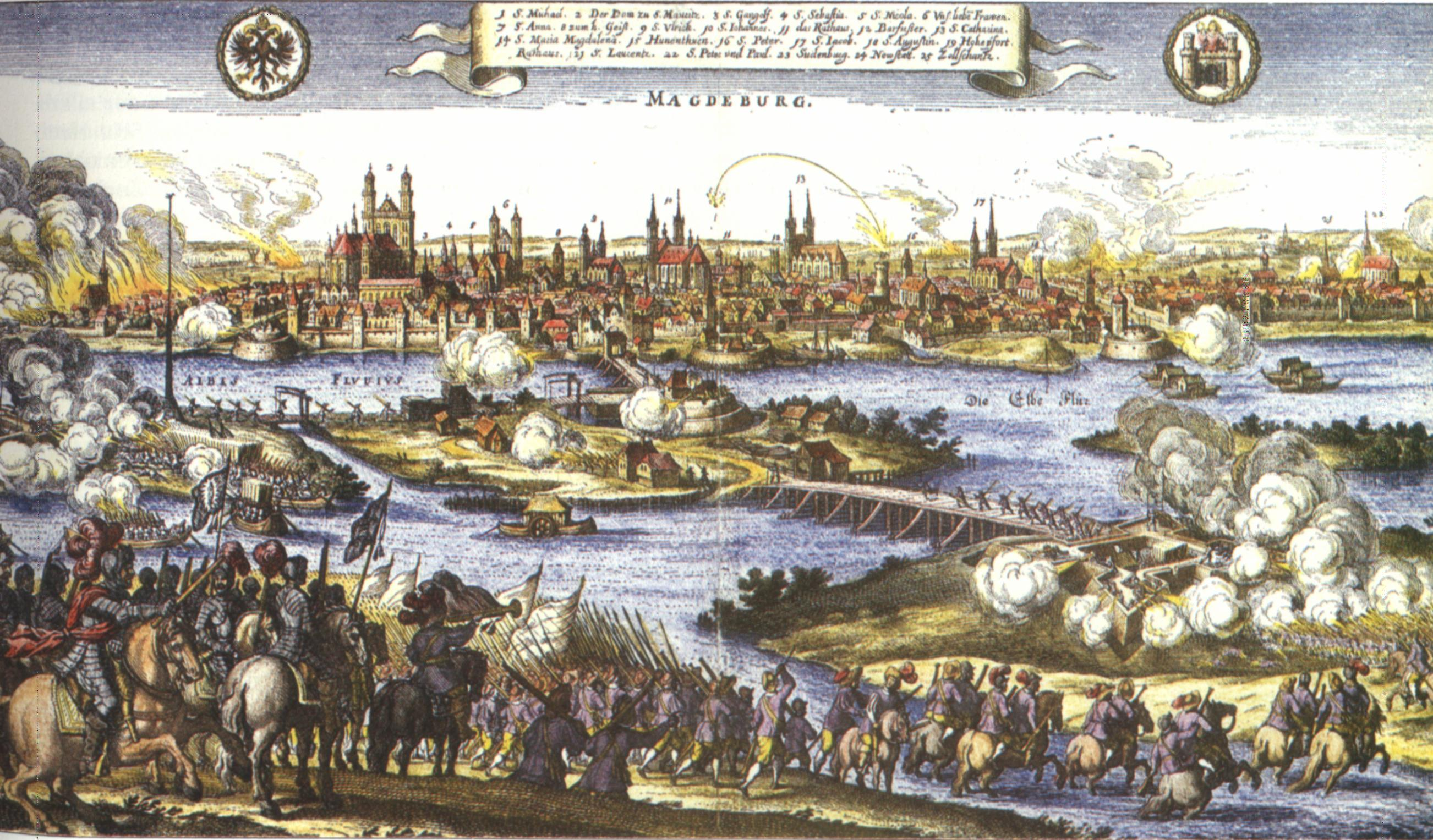
De val van Maagdeburg 1631

### Beleg van Maagdenburg (1630-1631)
Graaf Tilly, de opperbevelhebber van de Katholieke Liga, stuurde 7000 man versterking naar Maagdenburg, zodat Pappenheim de stad kon belegeren. Een keizerlijk leger onder bevel van Pappenheim nam het platteland rond Maagdenburg onder controle. De stadswacht en de militie werden binnen de muren gedreven, maar Pappenheim had aan 3000 man niet genoeg om een beleg te beginnen. Ondanks een tekort aan munitie probeerden de verdedigers de muren te behouden. Pappenheims regiment nam de noordelijke sectie van de stadsmuur in.

### Slag bij Breitenfeld (1631)
De slag begon rond het middaguur met een artillerieduel dat twee uur aanhield. De cavalerie stond aan beide flanken opgesteld, met Pappenheim als commandant van de linkerflank en Fürstenborg op rechts. De Zweden demonstreerden de kwaliteit van hun artillerie door drie tot vijf salvo's af te vuren voor elk salvo van de katholieken. Dit ongelijke duel kwam tot een einde met een charge van de keizerlijke zware cavalerie onder Pappenheim aan de linkerflank van Tilly. De kurassiers vielen tot zeven maal aan, maar werden iedere keer teruggeslagen door de Zweden. De Zweden hadden musketiers vermengd met hun cavalerie, en wisten daarmee de pistoolschutters van de keizerlijke lichte cavalerie te verslaan. Daarnaast wist de Zweedse reservecavalerie de Zweedse linies te verbreden en een sabelcharge uit te voeren op de keizerlijke cavalerie. Na het mislukken van de zevende charge, trokken Pappenheim en zijn cavalerie zich in wanorde terug van het slagveld. De Zwarte Kurassiers, zoals de zware cavalerie van Pappenheim genoemd werd, trokken zich terug naar Halle, in eerste instantie achtervolgd door wat Zweedse cavalerie. Deze werd echter door Gustaaf Adolf teruggeroepen, terwijl het Zweedse geschut de troepen van de Katholieke Liga bleef bombarderen.

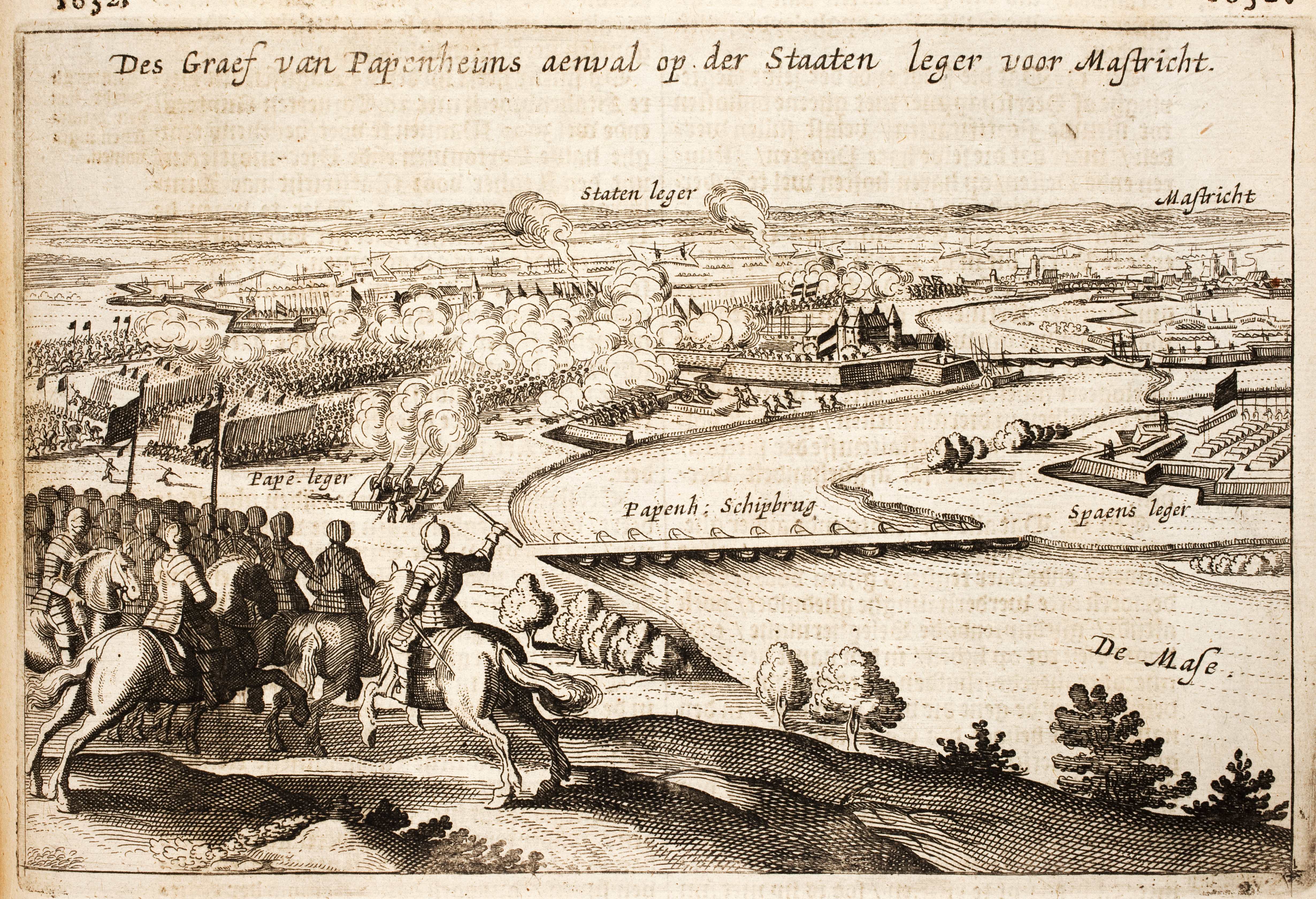
Pappenheim bij Maastricht

### Beleg van Maastricht (1632)
Pappenheim gaf leiding aan een leger van 12000 man infanterie en 4000 cavalerie, dat in augustus 1632 tevergeefs probeerde Maastricht te ontzetten, dat al van begin juni belegerd werd door het Staatse leger van Frederik Hendrik van Oranje. Pappenheim verloor tijdens de slag van 17-21 augustus 1632 nabij Amby zijn beste officieren en werd gedwongen terug te trekken. De volgende dag werd de overgave getekend en was de stad definitief verloren voor het Habsburgse kamp. 

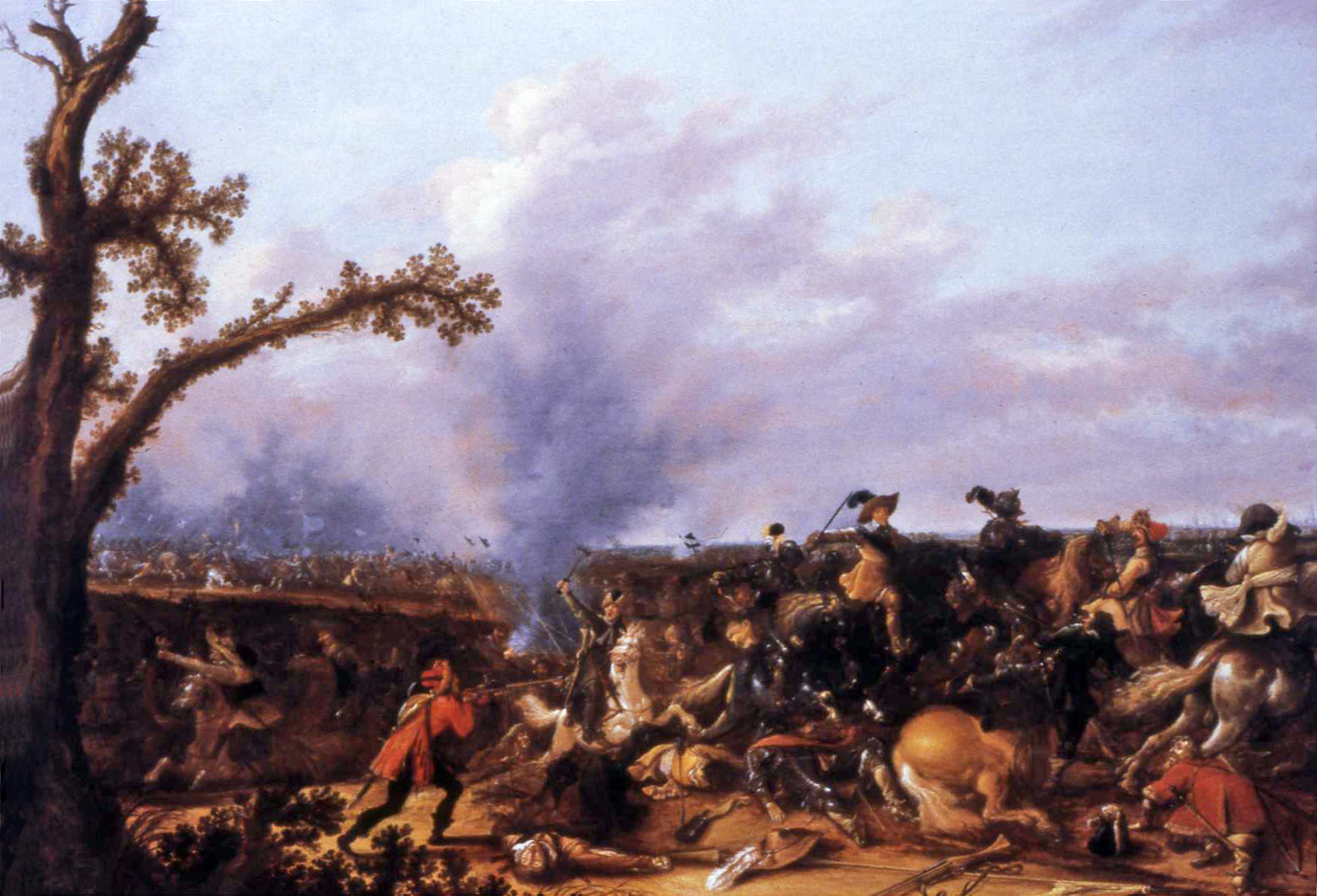
Gustaaf Adolf in de slag bij Lützen door Jan Asselijn

### Slag bij Lützen (1632)
Wallenstein had op de middag van 15 november vernomen dat de Zweden in aantocht waren. Hij zag het gevaar en stuurde een bevel naar Pappenheim om zo snel mogelijk met zijn legerkorps terug te keren. Pappenheim ontving het bericht even na middernacht en ging meteen op weg om zich met het grootste gedeelte van zijn troepen weer bij Wallenstein te voegen. Gedurende de nacht stelde Wallenstein, die zich ervan bewust was dat zijn troepen veruit in de minderheid waren, zijn leger in een defensieve positie op, langs de belangrijkste weg tussen Lützen en Leipzig. Hij versterkte zijn positie tevens met loopgraven. Zijn rechterflank stond bij een lage heuvel, waarop hij zijn belangrijkste artilleriebatterij positioneerde. In eerste instantie verliep de veldslag gunstig voor de Protestanten, die erin slaagden de zwakke linkervleugel van Wallenstein te omsingelen. Precies op het moment dat een ramp onafwendbaar leek, verscheen echter Pappenheim met 2000 tot 3000 cavaleristen en werden de Zweden teruggedrongen. Schiller laat daarop Wallenstein uitroepen: "Zo ken ik mijn Pappenheim!". Tijdens de charge werd Pappenheim echter fataal verwond door een klein kaliber Zweedse kanonskogel. Hij stierf, terwijl hij in een koets van het veld werd geëvacueerd. De laatste Zweedse aanval vond plaats om 4 uur 's middags. Het was een grimmig gevecht, met vreselijke verliezen aan beide zijden. Uiteindelijk wisten de Zweden in de avondschemering de belangrijkste keizerlijke artilleriebatterij in te nemen. De keizerlijke troepen trokken zich terug buiten het bereik van deze kanonnen en lieten daarmee het veld aan de Zweden. De gevreesde en gerespecteerde Finse Hakkapeliitta cavalerie, in dienst van Zweden-Finland, nam deel aan deze veldslag. Tegen 6 uur 's avonds arriveerde de infanterie van Pappenheim, ongeveer 3000 tot 4000 man sterk, op het slagveld en wilde, ondanks het vallen van de nacht, nog een tegenaanval uitvoeren op de Zweden. Wallenstein was echter van mening dat de situatie niet meer te redden was en beval zijn leger zich naar Leipzig terug te trekken, gedekt door de nieuwe infanterie.
Pappenheim werd begraven in het Strahovklooster in Praag.

## Faam
Pappenheim stond bekend als een onstuimige cavaleriegeneraal. Hij raakte verschillende keren gewond maar dit weerhield hem er niet van zonder angst en met open vizier te vechten. Hij was gemakkelijk te herkennen aan al zijn littekens. Samen met zijn kurassiersregiment had hij een schrikwekkende reputatie.
De figuur van Pappenheim en de zinsnede "Ich kenne meine Pappenheimer" (Ik ken mijn pappenheimers) werden algemeen bekend door het drama Wallensteins Tod van Friedrich Schiller. De uitdrukking, die aanvankelijk moed, trouw en dapperheid symboliseerde, kreeg stilaan een meer negatieve connotatie van blinde trouw en voorspelbaarheid.
Een drinklied ter ere van "General Pappenheimer" wordt nog steeds gezongen door studenten doorheen Europa.